# Chomu
Chomu fou una thikana —una mena d'estat tributari protegit— feudatària de Jaipur. Fou concedida vers el 1550 pel raja Prithviraj Singh I de Jaipur al seu quart fill Rao Gopalji.

## Llista de governants
- Rao Gopal Singh vers 1550
- Thakur Nathu Singh (fill)
- Dos o més successors desconeguts
- Thakur Karan Singh
- Thakur Mohan Singh vers 1728
- Thakur Jodh Singh vers 1760
- Thakur Raghunat Singh
- Thakur Ranjit Singh vers 1800
- Thakur Kishan Singh vers 1814
- Un successor desconegut
- Thakur Lakshman Singh ?-1862
- Rao Bahadur Thakur Govind Singh Bahadur (adoptat) 1862-1900
- Thakur Devi Singh 1900-després de 1931
- Thakur Raj Singh, fins a 1949